# Esperando al Mesías
Esperando al Mesías es una película argentina del año 2000 dirigida por Daniel Burman y protagonizada por Daniel Hendler, Enrique Piñeyro, Héctor Alterio, Melina Petriella, Stefania Sandrelli, Imanol Arias y Dolores Fonzi entre otros. La película fue coproducida entre Argentina, España e Italia.

## Argumento
El joven Ariel, un chico judío que vive junto a su padre y manejan una cafetería, es incapaz de vivir librementre porque cuestiona constantemente su identidad. Casualmente conoce a Santamaría, un desocupado, ex bancario, vagabundo que vive de buscar documentos en la basura que devuelve a sus propietarios a pagamento de pequeñas sumas de dinero. Ambos asistirán al derrumbe de proyectos personales, familias, perspectivas. A través de sus ojos tendremos otra visión de las cosas que nos rodean, otra perspectiva de nuestras vida acosada diariamente por crisis existenciales.

## Ficha artística
- Daniel Hendler (Ariel Goldstein)
- Enrique Piñeyro (Santamaría)
- Héctor Alterio (Simón)
- Melina Petriella (Estela)
- Stefania Sandrelli (Elsa)
- Chiara Caselli (Laura)
- Gabriela Acher (Sara)
- Imanol Arias (Baltasar)
- Dolores Fonzi (Any)
- Edda Bustamante (mujer trampa)
- Walter Reyno (Gerente)
- Tajma Minoru (Oriental)
- Juan José Flores Quispe (Ramón)
- Eduardo Wigutow (Moshé Levin)
- Beatriz Thibaudin (Anciana)
- Sandra Sandrelli (Santa)
- Ezequiel Chareca (Nene del coro)